# Marko Lackner
Marko Lackner (* 23. März 1972 in Klagenfurt) ist ein österreichischer Komponist, Arrangeur und Sopransaxophonist im Bereich der Jazzmusik.

## Werdegang
1979 begann Lackner mit Klavier und Saxofonunterricht in Feldkirchen und erhielt ab 1986 Jazzunterricht am Kärntner Landeskonservatorium Klagenfurt. Ab 1990 studierte er Jazz-Saxophon und Komposition an der Musikhochschule Graz.

### Vier Diplome mit Auszeichnung
Lackner erwarb während seiner Studiumszeit gleich vier Diplome mit Auszeichnung: 1991 im Fach Jazz-Saxophon am Kärntner Landeskonservatorium Klagenfurt, 1995 ebenfalls im Fach Jazz-Saxophon an der Musikhochschule Graz, 1999 im selben Fach an der Musikhochschule Köln bei Professor Wolfgang Engstfeld und im gleichen Jahr auch noch im Fach Komposition-Arrangement, ebenfalls an der Musikhochschule Köln.

## Wirken

### Als Musiker
Lackner spielte und spielt in einer Vielzahl von Orchestern und Combos, darunter so bekannte wie das Bundesjazzorchester, Bob Brookmeyers New Art Orchestra, Peter Herbolzheimer Rhythm Combination & Brass, Europlane Orchestra Trieste, WDR Big-Band, SWR Big-Band, European Youth Jazz Orchestra, Cologne Contemporary Jazz Orchestra und viele mehr.
2005 erschien seine erste CD: Marco Lackner, Awakening.

### Als Komponist
Lackner komponierte Auftragswerke unter anderem für Ansgar Striepens/Ed Partyka, die Bamberg Symphony Big Band, die Jazz Big Band Graz, das Summit Jazz Orchestra, die SWR-Big Band, NDR Bigband, hr-Bigband, die StummFilmMusikTage Erlangen oder das Cologne Contemporary Jazz Orchestra.

### Als Dirigent
Lackner war als Gastdirigent bei der NDR Bigband, der HR Bigband, der RTV-Slowenia Bigband und dem Vienna Concert Jazz Orchestra tätig. Im ersten Halbjahr 2007 war er Gastdirigent und künstlerischer Leiter des Bundesjazzorchesters. Seit 2006 ist er künstlerischer Leiter des Landesjugendjazzorchesters NRW (JJONRW).

### Als Pädagoge
Von 1998 bis 2002 war Lackner Dozent an der Städtischen Musikschule Brühl. In den Jahren 2003 und 2004 arbeitete er als Dozent für Theorie des Jazz am Conservatorium Maastricht,
2003 wurde er zum Professor für Jazz-Bigband, Saxophon und Komposition an der Hochschule für Musik Carl Maria von Weber Dresden ernannt; seit März 2009 ist er an der Hochschule für Musik in Würzburg tätig.

## Preise und Auszeichnungen
1996 belegte Lackner den 1. Platz beim Leibnitzer Jazzpreis, einem Kompositionswettbewerb für Jazz-Big Band, 1998 folgte ein 2. Platz beim NDR-Musikpreis (Wettbewerb für Jazz-Bigband Dirigat) und der 1. Platz beim  Komponistenwettbewerb des Hessischen Rundfunks. 2005 schließlich gewann er den WDR-Jazzpreis für Komposition.

## Diskographie (Auswahl)
An folgenden CD-Veröffentlichungen war Lackner als Komponist oder Musiker beteiligt:
- 1993 Mark Murphy & Nine Piece Orchestra, Very Early
- 1994 Meet Big Band Süd, Live in Zagreb, featuring : Toots Thielemans, Art  Farmer;
- 1996 Dox Octett, Storia
- 1996 Jazztett Forum Graz, L5
- 1996 Frank Reinshagen Big Band, Bitter Wine
- 1997 Bob Brookmeyer, New Art Orchestra, New Works, featuring: Scott Robinson
- 1997 Ansgar Striepens & Ed Partyka, Tunnel Vision – Music for Jazz Orchestra
- 2000 Ed Partyka Jazz Orchestra, Madly Loving You
- 2000 SWR Bigband Live, featuring: Maria Schneider
- 2001 Bob Brookmeyer, New Art Orchestra, Waltzing with Zoe
- 2001 Bamberg Symphony Bigband, Wake Awake!, featuring: Kenny Wheeler
- 2001 The Groenewald Newnet, Meetings
- 2003 Bob Brookmeyer, New Art Orchestra, Get Well Soon
- 2003 Sunday Night Orchestra, Music Without Words
- 2005 Marko Lackner, Awakening